# ママはテンパリスト
『ママはテンパリスト』は、東村アキコによる日本の育児エッセイ漫画作品。

## 概要
作者の愛息・ごっちゃんの成長ぶり（作者曰く“ごっちゃんのクソばか行動”など）が描かれている。キャッチコピーは「すいません 育児ナメてました」。
『月刊コーラス』（集英社）にて2007年8月号から2011年7月号まで連載された。通常は4 - 6ページ程度が掲載され、稀にスペシャルとして30ページなどの場合もある。2011年に完結し、単行本は全4巻（A5判）。第1巻には、2006年・2007年に『別冊コーラス』（同）に発表された「おんな風林火山」（全3話+番外編）も収録されている。こちらもごっちゃんの育児漫画であり、本作の前身と言える作品である。
育児漫画が「5万部を超えればヒット」と言われている中、本作は2009年7月時点で1巻が13万5,000部、2巻が11万5,000部、同年末までに50万部を売り上げた。フリースタイル社が発行する『このマンガを読め!』の2009年版で第1位、宝島社発行の『このマンガがすごい!』の2010年版オンナ編で第3位、マンガ大賞にノミネートされるなど、評価も高い。

## 登場人物
ごっちゃん
本名は“悟空”。
なかなか寝付かない、イタズラ大好き、3歳を過ぎてもおっぱいガブ飲みでママを大いに困らせる。お化けと鬼を怖がり、なぜかパパ（後に作者とは離婚）の言うことは聞く。
ママ（東村アキコ）
29歳の時にできちゃった結婚し息子を出産。
初めての育児と別居婚（後に離婚）しテンパりまくりながらも、子育てに奮闘する。母乳が大量に出る体質の持ち主。乳房にゴルゴ13を描き離乳を促すも、逆に開き直られ、いつまで経っても離乳してくれない愛息にもはや諦観の念。
ごっちゃん誕生時は結婚していたが、夫である「パパ」が多忙なため最初から別居婚で、離婚するまで同居の描写はない。仕事場と自宅は兼用でマンションに住んでいる。（メゾネット式の二階建て）
パパ（IKKAN）
ごっちゃんの父親で、舞台監督。忙しいためにほとんど家には帰れず、結婚当初から別居婚。
パーマを当てアロハシャツで、ママ曰く「チンピラみたいな格好」をしている。怒鳴ったり暴力を振るったりは一切ないが、ごっちゃんが唯一言うことをちゃんと聞き、怖がっている人物。子供っぽい一面を持ち、ごっちゃんがチョコを欲しがっても「あげない」とパクパク食べたり、寝ないごっちゃんの隣であぐらをかき、腕を組んでニヤニヤしながら眺めているなどの不気味な行動でごっちゃんを寝かしつけるなど変わった人物。
登場は一回のみで、家族全員で食事の描写もない。離婚したことは最終話で語られている。ママに対して愛情がないわけではなく、仕事を優先させるためにごっちゃんの面倒を見ていた。

## 書誌情報
- 東村アキコ 『ママはテンパリスト』 集英社愛蔵版コミックスより全4巻
  1. 2008年10月17日発売、ISBN 978-4-08-782188-8
  2. 2009年6月19日発売、ISBN 978-4-08-782240-3
  3. 2010年3月18日発売、ISBN 978-4-08-782273-1
    - 『オースーパージャンプ』2007年4月号に掲載された「実録!! ゴッド=チャン」を収録。「テンパリスト☆ベイビーズ」の原点とも言える作品。

  4. 2011年11月18日発売、ISBN 978-4-08-782395-0